# 이봉우 (1873년)
이봉우(李鳳雨, 1873.7.15 ~ 1921. 9.23)는 대한민국의 항일 독립운동가이다. 경상남도 동래 출생이다.

## 생애
경남 동래(東萊) 사람이다.

### 만주에서의 활동
1908년 연길현 합마당(蛤蟆塘)으로 망명하였으며, 화룡현에서 1910년 정동(正東)학교 설립 등 육영사업에 이바지하였다. 1918년 11월 만주 길림(吉林)에서 김교헌(金敎獻), 김동삼(金東三), 이동녕(李東寧), 여준(呂準), 이범윤(李範允) 등 38인과 함께 대한독립선언서를 발표하여 한민족의 독립정신을 고양하였다. 1919년 3월 독립만세운동이 일어나자 용정촌 국자가(局子街)에서 독립선언 축하회를 개최하였으며, 시위도중 중국군의 발포사건이 일어나자 구춘선(具春先), 강봉우(姜鳳雨), 고용환(高容煥), 강구우(姜九禹), 박승필(朴昇弼) 등과 함께 도윤공서(道尹公署)에 배상책임을 따지기도 하였다. 1919년 4월에는 만주에서 한국독립을 위한 한족독립기성회를 조직, 의사부원으로 구춘선(具春先), 마진(馬晋), 유예균(劉禮均), 최원일(崔元一), 고용환(高龍煥) 등과 함께 활동하였다.

### 노령에서의 활동
1920년 청산리전투에서 대승한 독립군은 일군의 추격을 벗어나 대한독립군단을 조직하여 노령(露領)으로 넘어갔다. 그러나 러시아 혁명정부의 배반으로 독립군이 무장해제되고 참살당하는 자유시 참변이 있자, 1921년 9월 이에 대해 성토문을 발표하게 되었다. "1921년 6월 26일 노령 흑룡주 자유시에서 대한의용군이 노병(露兵)과 교전한 결과 사망자 272명, 익사자 31명, 행방불명된 자 250명, 포로 917명에 달하는 대참극을 연출하였다……" 이 성토문은 국민회·군비단(軍備團)·광복단, 신민단, 농민회, 공의단(公義團), 태극단, 의민단, 청년독립단, 야단(野團) 대표들이 서명 발표하였는데, 그는 국민회 대표로서 구춘선(具春先)과 함께 참여하였다.

## 최후
이후 상해 임시정부와 연락을 위하여 상해로 가던 중 일경에 의해 피살되었다고 한다.

## 사후
대한민국 정부는 고인의 공훈을 기리기 위하여 1980년 건국훈장 독립장을 추서하였다.